# نوروروباتیک

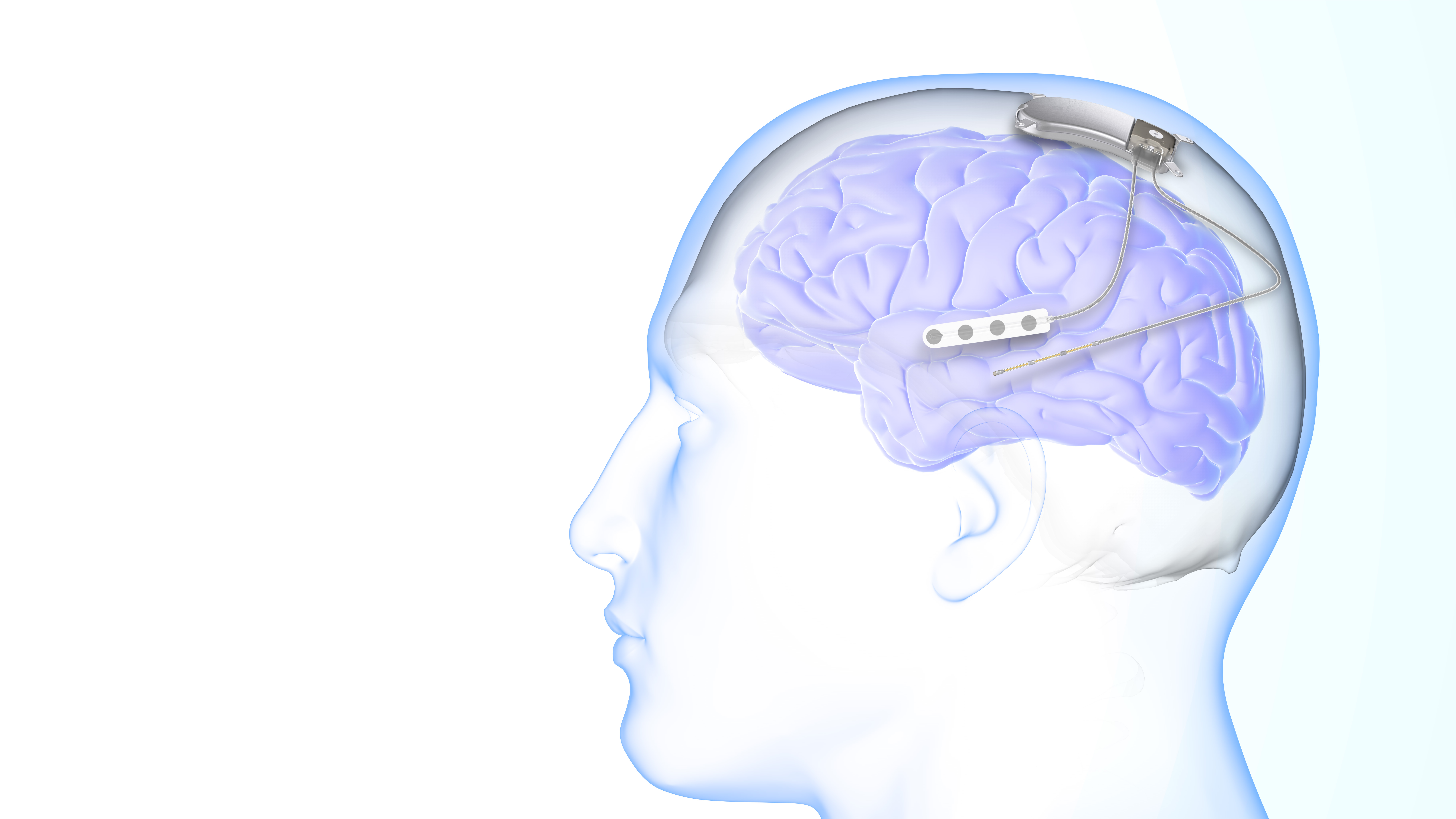
تصویری از نوروروباتیک

نوروروباتیک (Neurorobotics)، علم و فناوری مربوط به سیستم‌های عصبی خودکار تجسم یافته‌است که یک مطالعه ترکیبی از علوم اعصاب، روباتیک و هوش مصنوعی می‌باشد. سیستم‌های عصبی شامل الگوریتم‌های تأثیر گرفته از مغز (به عنوان مثال شبکه‌های اتصال دهنده)، مدل‌های محاسباتی مربوط به شبکه‌های عصبی بیولوژیکی (به عنوان مثال شبکه‌های عصبی اسپایکی و شبیه‌سازی میکرومدارهای عصبی در مقیاس بزرگ) و سیستمهای بیولوژیکی حقیقی (مانند شبکه‌های عصبی داخل و خارج بدن) هستند. چنین سیستم‌های عصبی را می‌توان در ماشین‌هایی با عملکرد مکانیکی یا هر شکل دیگری از تحریک فیزیکی مجسم کرد. این ماشین‌ها شامل روبات‌ها، سیستم‌های پروتزی یا سیستم‌های پوشیدنی (wearable systems)، میکرو ماشین‌ها در مقیاس کوچکتر و تجهیزات و دستگاه‌ها در مقیاس بزرگتر می‌باشد.
نوروروباتیک شاخه ای از علوم اعصاب (نوروساینس) ترکیب شده با روباتیک است، که به مطالعه و کاربرد علم و فناوری مربوط به سیستم‌های عصبی خودکار تجسم یافته، مانند الگوریتم‌های الهام گرفته از مغز می‌پردازد. ایده اصلی نوروروباتیک آن است که یک مغز برای روبات در نظر گرفته می‌شود و جسم فیزیکی آن برای انجام عمل در محیط قرار می‌گیرد؛ بنابراین، بسیاری از نوروروبات‌ها موظفند بر خلاف یک محیط شبیه‌سازی شده، در دنیای واقعی عمل کنند.

## مقدمه
نوروروباتیک بیانگر یک رویکرد دو طرفه از مطالعه هوش است. علوم اعصاب تلاش می‌کند با بررسی سیستم‌های هوشمند بیولوژیکی، چگونگی عملکرد و اجزای هوش را تعیین کند، در حالی که مطالعه هوش مصنوعی تلاش می‌کند تا با استفاده از روشهای غیر بیولوژیکی یا ابزارهای مصنوعی، هوش را دوباره به وجود بیاورد. نوروروباتیک هردو زمینه مطالعاتی فوق را در بر می‌گیرد، که در آن تئوری‌های بر گرفته شده از سیستم‌های بیولوژیکی در یک محیطی که بر اساس مدل ارائه شده ایجاد شده‌است، آزمایش می‌شوند. موفقیت‌ها و شکست‌های آزمایش یک نوروروبات و مدلی که از آن ساخته شده‌است می‌تواند شواهدی را برای رد یا پشتیبانی از آن تئوری فراهم کند و بینشی برای مطالعه آینده باشد.

## دسته‌های اصلی مدل‌های نوروروباتیک
نوروروبات را می‌توان بر اساس هدف ربات به دسته‌های مختلف تقسیم کرد. هر دسته برای پیاده‌سازی یک مکانیسم خاص به منظور مطالعه آن مکانیسم طراحی شده‌است. انواع متداول نوروروبات‌ها مواردی هستند که برای بررسی کنترل حرکتی، حافظه، انتخاب عملکرد و ادراک استفاده می‌شوند.

### حرکت و کنترل حرکت
نوروروبات‌ها اغلب برای مطالعه فیدبک حرکتی و سیستم‌های کنترلی استفاده می‌شوند و مزیتهای فراوانی دارند. حرکت توسط تعدادی از نظریه‌های برگرفته شده از عملکرد بخش‌های عصبی مربوط به حرکت، مدلسازی می‌شود. کنترل حرکت از مدلها یا مولدهای الگوی مرکزی شبیه‌سازی می‌شود تا روبات چهار پا بسازد. مولدهای الگوی مرکزی مجموعه ای از نورون‌های عصبی هستند که باعث ایجاد رفتارهای تکراری می‌شوند. گروه‌های دیگر ایده ترکیب سیستم‌های کنترلی ابتدایی را با یک مجموعه سلسله مراتبی از سیستم‌های خودکار ساده گسترش داده‌اند. این سیستم‌ها می‌توانند حرکت‌های پیچیده را از ترکیب این زیر مجموعه‌های ابتدایی به‌وجود آورند. این تئوری مربوط به عملکرد حرکتی مبتنی بر سازماندهی ستونهای قشری مغز می‌باشد. این ساختار که به تدریج از ورودی حسی ساده شروع می‌شود و به سیگنالهای پیچیده در فیبر عصبی آوران ختم می‌شود، یا بالعکس از برنامه‌های حرکتی پیچیده گرفته تا کنترل‌های ساده برای هر فیبر عضلانی در اثر عبور سیگنال‌های وابران، یک ساختار سلسله مراتبی مشابهی را تشکیل می‌دهند.
روش دیگر برای کنترل حرکت استفاده از تصحیح خطای آموخته شده و کنترل‌های پیش‌بینی کننده برای ایجاد نوعی حافظه عضله ای شبیه‌سازی شده‌است. در این مدل، حرکات تصادفی و دارای خطا با استفاده از فیدبک خطا اصلاح می‌شوند تا حرکات منظم و دقیقی با گذشت زمان ایجاد شود. کنترل‌کننده با پیش‌بینی خطا یادمی‌گیرد که، سیگنال کنترلی صحیحی را ایجاد کند. با استفاده از این ایده‌ها، روبات طراحی شده می‌تواند یاد بگیرد که حرکات تطبیقی انجام دهد یا در یک مسیر به موانع برخورد نکند.

### سیستم‌های یادگیری و حافظه
روبات‌هایی هستند که برای آزمایش تئوری‌های مربوط به سیستم‌های حافظه حیوانات طراحی شده‌اند. در حال حاضر بسیاری از مطالعات، سیستم حافظه ای موش‌ها را به ویژه هیپوکامپوس موش که با place cells در ارتباط است، بررسی می‌کند. این سلول‌ها برای مکان خاصی که یادگیری اتفاق می‌افتد، تحریک می‌شوند. سیستم‌هایی که هیپوکامپوس موش را مدل می‌کنند، به‌طور کلی قادر به ایجاد نقشه‌های ذهنی از محیط اطراف هستند که این امر به کمک شناخت علائم برجسته ان محیط و نحوه برخورد با آن بر اساس یادگیری انجام می‌شود و به آنها امکان پیش‌بینی علائم و موانع نزدیک را می‌دهد.
مطالعه دیگری یک ربات بر اساس الگوی یادگیری جغد برای جهت‌یابی و مکان‌یابی مبتنی بر محرکهای شنیداری و بصری ایجاد کرده‌است. این فرضیه شامل پلاستیسیته سیناپسی و مدولاسیون نورونی است. مدولاسیون نورونی اغلب یک اثر شیمیایی است که در آن انتقال دهنده‌های عصبی مانند دوپامین یا سروتونین حساسیت نورون را تحت تأثیر قرار می‌دهند. روبات مورد استفاده در مطالعه مذکور به اندازه کافی با رفتار جغدها مطابقت داشته‌است. علاوه بر این تعامل نزدیک بین خروجی سیستم حرکتی و فیدبک شنوایی ثابت کرده‌است که تئوری‌های حس کردن فعال در فرایند یادگیری نقش بسیار حیاتی دارند و همچنین بسیاری از مدل‌های یادگیری شامل این تئوری هستند.
نوروروبات‌هایی برای یادگیری الگوها یا مارپیچ‌های ساده در رابطه با این مطالعات ارائه شده‌است. برخی از مشکلات ارائه شده برای نوروروبات شامل تشخیص نمادها، رنگها یا سایر الگوها و اجرای ساده اعمال مبتنی بر الگوها است. در روباتی که بر اساس رفتار جغد شبیه‌سازی شده بود، روبات برای هدایت خود در محیط باید موقعیت و جهت حرکت را تعیین می‌کرد.

### انتخاب عمل و ارزیابی
مطالعات مربوط به انتخاب عمل با نسبت دادن وزن منفی یا مثبت به یک عمل و نتیجه آن سروکار دارد. نوروروبات‌ها می‌توانند در مطالعه تعاملات اخلاقی استفاده شوند، مانند آزمایش تفکر قدیمی که تعداد افراد موجود در یک قایق نجات از ظرفیت آن بیشتر بوده و یک نفر برای نجات بقیه باید قایق را ترک کند. با این حال، تعداد بیشتری از نورو روبات‌ها در بررسی انتخاب عمل، کارهایی را انجام می‌دادند که با عقیده بسیار ساده مانند حفظ و نجات خود یا حفظ جمعیت روبات‌ها مخالف بودند. این نوروروبات‌ها پس از مدولاسیون نورونی سیناپسها برای تقویت مدارهایی با نتایج مثبت مدل می‌شوند. در سیستم‌های بیولوژیکی ، انتقال دهنده‌های عصبی مانند دوپامین یا استیل کولین سیگنال‌های عصبی مفید را تقویت می‌کنند. یک مطالعه از چنین تعامل شامل روبات داروین هفت بود که از حس بینایی، شنیداری و حس چشایی شبیه‌سازی شده به عنوان ورودی برای بلوک‌های فلزی رسانا استفاده می‌کرد. انتخاب تصادفی بلوک‌های خوب از نظر ارزش گذاری، دارای الگوی راه راه بر روی خود بودند هنگامی که بلوک‌های بد یک شکل دایره ای روی خود داشتند. حس چشایی با میزان رسانایی بلوک‌ها شبیه‌سازی می‌شود. روبات با توجه به سطح رسانایی بلوک‌ها، فیدبک‌های مثبت و منفی ای را از مزه آن ارائه می‌دهد. محققان در این آزمایش مشاهده کردند که ربات چگونه رفتارها و عملکردهای انتخابی خود را بر اساس ورودی‌های مختلف، آموخته‌است. مطالعات دیگر از گروه‌هایی از روبات‌های کوچک استفاده کرده‌اند که از باتری‌های پخش شده در اطراف اتاق تغذیه می‌کردند و یافته‌های خود را به سایر روبات‌ها ابلاغ می‌کردند.

### ادراک حسی
نوروروبات‌ها همچنین برای مطالعه درک حسی، به ویژه بینایی استفاده شده‌اند. اینها در اصل سیستمهایی هستند که از تعبیه مدلهای عصبی مربوط به مسیرهای حسی در ماشین‌های خودکار به‌وجود می‌آیند. این روش بر اساس سیگنال‌های حسی است که در طول انجام عمل رخ می‌دهد و همچنین ارزیابی واقعی تری را از میزان مقاوم بودن مدل عصبی امکان‌پذیر می‌کند. واضح است که تغییرات ناشی از فعالیت حرکتی در سیگنالهای حسی، نشانه‌های ادراکی مفیدی را توسط ارگانیسم‌ها فراهم می‌کند که به‌طور گسترده مورد استفاده قرار می‌گیرند. به عنوان مثال، محققان از اطلاعاتی که از حرکات سر و چشم انسان بدست می آید برای ایجاد نمایش مفهوم داری از صحنه بصری استفاده کرده‌اند.

## روبات‌های بیولوژیکی
روبات‌های بیولوژیکی در واقع نوروروبات نیستند زیرا در آنها از نظر نورولوژیکی از سیستم هوش مصنوعی برگرفته نشده‌است، بلکه بافتهای عصبی واقعی هستند که به یک ربات وصل می‌شوند. این ربات‌ها از شبکه‌های عصبی کشت شده برای مطالعه رشد مغز یا تعاملات عصبی استفاده می‌کنند. این ربات‌ها به‌طور معمول شامل یک مجموعه عصبی هستند که بر روی یک آرایه چند الکترودی (MEA) قرار گرفته‌اند و قادر به ضبط فعالیت عصبی و تحریک بافت هستند. در بعضی موارد، MEA به رایانه ای متصل می‌شود که محیط شبیه‌سازی شده‌ای را برای بافت مغز ایجاد می‌کند و فعالیت مغز را به صورت یک عمل متناظر با ان فعالیت، شبیه‌سازی می‌کند. توانایی ضبط فعالیت عصبی به محققان امکان استفاده از این داده‌ها را برای آموزش نوروروبات‌ها داده‌است.
بخشی که در ان روبات‌های بیولوژیکی با ان درگیر هستند بحث اخلاق است. سؤالات زیادی دربارهٔ نحوه انجام آزمایش‌هایی دربارهٔ این موضوع مطرح می‌شود. مهمترین سؤال بحث آگاهی است و اینکه آیا مغز موش آن را تجربه می‌کند یا خیر. این بحث به نظریه‌های بسیاری درمورد اینکه آگاهی چیست، می‌رسد.
برای اطلاعات بیشتر ببینید: هیبروت، آگاهی

## کاربرد در علوم اعصاب
دانشمندان علوم اعصاب از نوروروباتیک استفادهای زیادی می‌کنند زیرا یک محیط قابل کنترل برای آزمایش نحوه عملکرد مغز فراهم می‌کند. علاوه بر این، چون روبات‌ها نمونه‌های ساده‌تری از سیستم‌هایی هستند که از آنها پیروی می‌کنند، امکان آزمایش‌های بیشتر و بررسی مستقیم در مسائل موجود فراهم می‌شود. علاوه بر این، این مزیت را دارند که در همواره قابل دسترس هستند، در حالی که زیر نظر داشتن بخش‌های گسترده از مغز در حالی که حیوان زنده است، دشوار است و بررسی تک تک نورون‌ها تقریباً امکان‌پذیر نیست.
با توجه به پیشرفت در زمینه علوم اعصاب، روش‌های درمانی متعددی از جمله، روش‌های دارویی و توان بخشی عصبی پدید آمده‌اند. پیشرفت در این حوزه به درک پیچیدگی مغز و نحوه عملکرد دقیق آن بستگی دارد. مطالعه مغز به ویژه در انسان‌ها به دلیل خطر ناشی از جراحی دشوار است؛ بنابراین، استفاده از فناوری بررسی مغز کار بسیار مهمی است. نوروروبات‌ها دقیقاً این وظیفه را انجام می‌دهند و بسیاری از آزمایش‌هایی را پوشش می‌دهند که می‌تواند در مطالعه فرایندهای عصبی منجر به پیشرفت چشم‌گیری شود.